# Ernest Klein
Ernest David Klein (Satu Mare, 26 luglio 1899 – Ottawa, 4 febbraio 1983) è stato un rabbino, linguista e lessicografo rumeno naturalizzato canadese.
Nato con il nome Erno Klein in una famiglia ebraica, all'età di nove anni era già in grado di recitare l'intero Libro dei Salmi a memoria. A 15 anni imparò l'inglese come autodidatta usando testi in tale lingua. Aveva un grande talento nell'apprendere nuove lingue. In un'intervista al giornale The Canadian Jewish News (1º agosto 1975), Klein ricorda di aver acquisito una buona conoscenza del tedesco durante i pochi giorni di viaggio dalla sua città natale a Vienna.
Studiò lingue, filologia e filosofia alle università di Budapest e di Vienna. Si laureò in filosofia a Vienna nel 1925. Cinquant'anni dopo, in una cerimonia tenutasi nel 1975, Klein ricevette un "Dottorato aureo in filosofia" presso il consolato austriaco in Canada.
Dal 1929 al 1944 fu rabbino della comunità ebraica di Nové Zámky (allora in Ungheria, oggi in Slovacchia). In quell'anno venne deportato al campo di concentramento di Auschwitz e poi di Dachau, dove fu liberato. Dopo la guerra fu per alcuni anni rabbino a Satu Mare, poi emigrò in Francia e fu rabbino di una sinagoga di Parigi nel 1950-1951. Nel 1952 emigrò in Canada, dove fu rabbino della Congregation Beth Yitshak di Toronto fino al 1982.

## Pubblicazioni
- A Comprehensive Etymological Dictionary of the English Language (1966–1967)[3]
- A Comprehensive Etymological Dictionary of the Hebrew Language for Readers of English (1975)